# Diocèse de Kilfenora
Le diocèse de Kilfenora est un ancien diocèse suffragant de l'archidiocèse de Cashel et Emly en Irlande, constitué après le synode de Ráth Breasail.

## Histoire
Le diocèse correspond au sous-royaume de Corco Mruiad. Il est le seul des trois sièges locaux qui subsiste après la suppression par le synode de Kells-Mellifont en 1152 des évêchés de Roscrea et de l'Île Scattery. Il est initialement suffragant de l'archidiocèse de Cashel.   
Les noms des trois premiers évêques demeurent inconnus : un anonyme vers 1171, ensuite deux évêques dont on ne connait que l'initiale : A. vers 1189 puis F. vers 1189, auquel succède Johannes mentionné en 1224.
Le dernier évêque effectif est John O' Neylan nommé par le pape Paul III ; il semble néanmoins avoir accepté la suprématie royale et avoir été reconnu par Henri VIII. Sa mort est indiquée en 1572 par les Annales des quatre maîtres.
Entre 1572 et 1647 le siège est dirigé par des vicaires. Andrew Lynch fut ensuite consacré évêque le 11 mars 1647. Après la mort de James Augustine O' Daly le 20 août 1749, le siège de Kilfenora est réuni par un décret du pape Benoit XIV avec celui de Kilmacduagh qui a la particularité de se trouver dans une autre province, l'archidiocèse de Tuam.
En 1883, le pape Léon XIII réunit les diocèses de Galway et de Kilmacduagh en un siège unifié et fait de l'évêque de Galway et de Kilmacduagh l'administrateur apostolique de Kilfenora in perpetuum.

## Source
- (en) T.W Moody, F.X. Martin, F.J. Byrne A New History of Ireland IX Maps, Genealogies, Lists. A companion to Irish History part II . Oxford University Press réédition 2011  (ISBN 9780199593064).